# Duchesne County
Duchesne County je okres ve státě Utah v USA. K roku 2010 zde žilo 18 607 obyvatel. Správním městem okresu je Duchesne, největším pak Roosevelt. Celková rozloha okresu činí 8 433 km². Byl pojmenován podle řeky Duchesne River.